# Jeździec z Madary
Jeździec z Madary (bułg. Мадарски конник, także Madarski konik, Jeździec tracki z Madary) – średniowieczny relief naskalny, wpisany w 1979 r. na listę światowego dziedzictwa UNESCO. Jest jedynym zabytkiem tego rodzaju w Europie. Znajduje się w pobliżu wsi Madara we wschodniej części Bułgarii (17 km od Szumenu i 75 km od Warny).

## Historia
Relief, wykuty w pionowej skale na wysokości ok. 23 m od podnóża 100-metrowego urwiska skalnego, przedstawia jeźdźca niemal naturalnej wielkości oraz biegnącego za nim psa; jeździec włócznią przeszywa lwa, który leży pod przednimi nogami konia. Wyobrażenie jeźdźca jest bardzo realistyczne i pozbawione w zasadzie zbędnych szczegółów. Cały relief jest przykładem wczesnobułgarskiej sztuki średniowiecznej i jest datowany na przełom VII i VIII wieku.
Powstanie reliefu wiąże się z imieniem bułgarskiego chana Terweła i odnosi się do początków VIII wieku.
Płaskorzeźba ta przypomina triumfalne sceny reliefowe znane z irańskiej (czy szerzej: środkowoazjatyckiej) tradycji artystycznej. Inskrypcje w języku średniogreckim (średniowiecznej grece) znajdujące się wokół reliefu opowiadają o czynach władców bułgarskich (Terweła, Kormisosza oraz Omurtaga) i ważnych wydarzeniach w okresie między VIII a IX wiekiem. Inskrypcje oraz detale utrwalone na reliefie potwierdzają datowanie zabytku oraz protobułgarskie pochodzenie reliefu. Ze względu na postępującą erozję zabytku (relief został wykuty w piaskowcu), w Madarze prowadzi się aktualnie prace konserwatorskie i zabezpieczające.

## Order
Od 1966 roku jest przyznawany Order Jeźdźca z Madary i jest to najwyższe odznaczenie nadawane cudzoziemcom przez prezydenta Republiki Bułgarii.

## Symbol Bułgarii
Relief został w 1979 roku wpisany na listę światowego dziedzictwa UNESCO. W 2008 roku jeździec z Madary został uznany za narodowy symbol Bułgarii. Z inicjatywy  Bułgarskiego Stowarzyszenia na rzecz Informacji Biznesowej i Turystycznej odbyło się głosowanie, w którym mogli wziąć udział Bułgarzy z kraju i zagranicy.

## Turystyka
Relief znajduje się na terenie, ustanowionego w 1958 roku, Rezerwatu Historyczno-Archeologiczngo w Madarze. W 2018 roku ze środków zebranych podczas II edycji kampanii „Kochamy Bułgarię” (Ние обичаме България) został zainstalowany przed Centrum Informacji Rezerwatu Historyczno-Archeologicznego w Madarze teleskop, dzięki któremu można oglądać Jeźdźca z Madary. Sfinansowano również nowe tablice informacyjne, zakupiono ekrany multimedialne i przygotowano multimedialna grę dla dzieci. 
Projekt „Kochamy Bułgarię” powstał w 2016 roku i jego celem jest wspieranie utrzymania narodowych zabytków Bułgarii. II edycję, podczas której zbierano pieniądze na unowocześnienie Centrum Informacyjnego, zakończył koncert charytatywny w Arena Armeec Sofia.

## Literatura
W 1963 roku w wydawnictwie „Książka i Wiedza” został wydany Jeździec z Madary: Szkice o ziemi bułgarskiej Lesława Bartelskiego. Punktem wyjścia do napisania o historii Bułgarii był relief z Madary. 